# Greves de 1995 na França
As greves de 1995 na França, contra o chamado Plano Juppé (de Alain Juppé, primeiro-ministro 1995-1997) foram, na época, as mais importantes desde  maio de 1968. O número médio anual de dias de greve em 1995 no país foi seis vezes maior que no período 1982-1994. De 24 de novembro a 15 de dezembro, greves de grande amplitude ocorreram no setor público e no setor privado contra o Plano Juppé sobre as aposentadorias e a previdência social
O movimento social do outono de 1995 - frequentemente reduzido à greve dos transportes públicos, muito visível e fortemente mediatizada - envolveu também os serviços de correios, telecomunicações,  fornecimento de gás e de energia elétrica, educação, saúde, etc.

## Causas

### Descontentamento social generalizado
Quando da eleições de 1995, Jacques Chirac foi eleito presidente da República, Alain Juppé foi nomeado para o posto de primeiro-ministro. O tema da "fratura social" estava no primeiro plano dos debates. Uma greve nas fábricas da Renault ocorre na primavera de 1995.
Em 10 de outubro de 1995, há uma greve massiva  no setor público - a primeira desde 1990 - e, em 25 de outubro, uma greve de 24 horas dos empregados da SNCF. Em 30 de outubro, uma plataforma sindical unitária é redigida para defesa da seguridade social e, em 14 de novembro, realizam-se diversas manifestações sindicais contra os projetos de reforma.
Em outubro e novembro de 1995, são organizadas greves em vinte universidades. Os estudantes juntam-se  ao movimento social contra o plano Juppé.

### O plano Juppé
Em 15 de novembro de 1995, é anunciado o "plano Juppé" sobre as aposentadorias e a seguridade social. O plano prevê um aumento do número de contribuições de 37,5 para 40 anuidades, para os assalariados do setor público. Tal medida já havia sido decidida também para os trabalhadores do setor privado, pela reforma Balladur (de Édouard Balladur, primeiro-ministro da França entre 1993 e 1995) das aposentadorias, em 1993. Além disso, prevê o estabelecimento de uma lei anual da seguridade social para limitar o aumento de despesas com auxílio doença e estabelece sanções para os médicos que ultrapassarem esses limites. O plano também estabelece restrições para despesas hospitalares e medicamentos reembolsáveis, subsídios às famílias e aumento das contribuições dos aposentados.
Desde a sua apresentação à Assembleia Nacional pelo primeiro-ministro, o plano de reforma despertou a hostilidade de grande parte da opinião pública. Todavia a direção da CFDT, assim como uma parte do Partido socialista, apoiava o plano.

## O movimento social
Em seis grandes manifestações, milhões de pessoas foram as ruas, em todas as grandes cidades do país, para  exigir a retirada do projeto governamental.
A SNCF retoma a greve, seguida pela RATP, correios, France Télécom (atual Orange S.A.), etc. SNCF e a RATP ficam paralisadas por três semanas. Os grevistas são apoiados pela opinião pública.
Em 11 de dezembro, Juppé anuncia que não modificará a idade mínima das aposentadorias em regime  especial (SNCF et RATP).
12 de dezembro marca o ponto culminante do movimento, com dois milhões de manifestantes. Em 15 de dezembro, o governo retira o projeto de reforma as aposentadorias do setor público e sob regime especial (SNCF, RATP, EDF), mas recusa-se a ceder sobre a seguridade social.